# Frode Løberg
Frode Løberg (ur. 23 stycznia 1963 w Elverum) – norweski biathlonista, dwukrotny medalista mistrzostw świata.

## Kariera
W Pucharze Świata zadebiutował 17 grudnia 1986 roku w Obertilliach, kiedy zajął 49. miejsce w biegu indywidualnym. Pierwsze punkty zdobył 15 stycznia 1987 roku w Anterselvie, zajmując 22. miejsce w tej samej konkurencji. Na podium zawodów tego cyklu pierwszy raz stanął 1 lutego 1990 roku w Walchsee, kończąc rywalizację w biegu indywidualnym na drugiej pozycji. W zawodach tych rozdzielił Birka Andersa z NRD i swego rodaka, Eirika Kvalfossa. W kolejnych startach jeszcze trzy razy stawał na podium: 19 stycznia 1991 roku w Ruhpolding i 9 marca 1991 roku w Oslo był trzeci w sprincie, a 7 marca 1992 roku w Oslo wygrał sprint. Najlepsze wyniki osiągnął w sezonie 1988/1989, kiedy zajął ósme miejsce w klasyfikacji generalnej.
Podczas mistrzostw świata w Lahti w 1991 roku wspólnie z Sverre Istadem, Jonem Åge Tyldumem i Ivarem Ulekleivem zdobył srebrny medal w biegu drużynowym. Na rozgrywanych rok później mistrzostwach świata w Nowosybirsku reprezentacja Norwegii w składzie: Frode Løberg, Jon Åge Tyldum, Sylfest Glimsdal i Gisle Fenne wywalczyła kolejny srebrny medal w biegu drużynowym. Był też czwarty w tej konkurencji na mistrzostwach świata w Mińsku/Oslo/Kontiolahti w 1990 roku.
W 1988 roku wystartował na igrzyskach olimpijskich w Calgary, gdzie zajął 20. miejsce w biegu indywidualnym, 14. miejsce w sprincie i szóste w sztafecie. Brał też udział w igrzyskach w Albertville cztery lata później, zajmując ósme miejsce w biegu indywidualnym i piąte w sztafecie.

## Osiągnięcia

### Igrzyska olimpijskie
| Rok  | Miejscowość | Konkurencje | Konkurencje | Konkurencje | Konkurencje | Konkurencje | Konkurencje | Konkurencje |
| Rok  | Miejscowość | IN          | SP          | PU          | MS          | RL          | MR          | SR          |
| ---- | ----------- | ----------- | ----------- | ----------- | ----------- | ----------- | ----------- | ----------- |
| 1988 | Calgary     | 20.         | 14.         | nd.         | nd.         | 6.          | nd.         | –           |
| 1992 | Albertville | 8.          | –           | nd.         | nd.         | 5.          | nd.         | –           |

### Mistrzostwa świata
| Rok  | Miejscowość            | Konkurencje | Konkurencje | Konkurencje | Konkurencje | Konkurencje | Konkurencje | Konkurencje |
| Rok  | Miejscowość            | IN          | SP          | PU          | MS          | RL          | MR          | SR          |
| ---- | ---------------------- | ----------- | ----------- | ----------- | ----------- | ----------- | ----------- | ----------- |
| 1987 | Lake Placid            | 21.         | 25.         | nd.         | nd.         | –           | nd.         | –           |
| 1989 | Feistritz              | 43.         | 28.         | nd.         | nd.         | –           | nd.         | –           |
| 1990 | Mińsk/Oslo/Kontiolahti | 23.         | 36.         | nd.         | nd.         | 4.          | nd.         | –           |
| 1991 | Lahti                  | –           | –           | nd.         | nd.         | –           | nd.         | –           |
| 1992 | Nowosybirsk            | nd.         | nd.         | nd.         | nd.         | nd.         | nd.         | –           |
| 1993 | Borowec                | 66.         | –           | nd.         | nd.         | 9.          | nd.         | –           |

### Puchar Świata

#### Miejsca w klasyfikacji generalnej
| Sezon     | Miejsce |
| --------- | ------- |
| 1986/1987 | 19.     |
| 1987/1988 | 20      |
| 1988/1989 | 8.      |
| 1989/1990 | 21.     |
| 1990/1991 | 13.     |
| 1991/1992 | 12.     |
| 1992/1993 | 35.     |

#### Miejsca na podium chronologicznie
| Lp. | Dzień       | Rok  | Miejscowość | Konkurencja                | Lokata | Pudła | Czas biegu | Strata  | Zwycięzca        |
| --- | ----------- | ---- | ----------- | -------------------------- | ------ | ----- | ---------- | ------- | ---------------- |
| 1.  | 1 lutego    | 1990 | Walchsee    | Bieg indywidualny na 20 km | 2.     | 1     | 53:26,9    | +1:19,6 | Birk Anders      |
| 2.  | 19 stycznia | 1991 | Ruhpolding  | Sprint na 10 km            | 3.     | 0+0   | 27:16,4    | +9,6    | Siergiej Tarasow |
| 3.  | 9 marca     | 1991 | Oslo        | Sprint na 10 km            | 3.     | 1+0   | 26:01,9    | +25,2   | Geir Einang      |
| 4.  | 7 marca     | 1992 | Oslo        | Sprint na 10 km            | 1.     | 0+0   | 33:58,8    | –       | –                |